# Њу џек свинг
Њу џек свинг је музички поджанр, настао као резултат сарадње продуцената Џимија Џема и Терија Луиса са Џенет Џексон на албуму „Control“ 1986. године. Овај музички поджанр је извршио снажан утицај на развој „ар-ен-би“ и „хип-хоп“ музике, уживајући огромну популарност, посебно крајем осамедесетих и почетком деведесетих година 20. века. Најупечатљивији њу џек свинг албуми су „Control“ (објављен 1986) и „Janet Jackson's Rhythm Nation 1814“ (објављен 1989) певачице Џенет Џексон, „Bad“ (1987) и „Dangerous“ (1991) њеног брата Мајкла Џексона, „Ooooooohhh... On the TLC Tip“ (1991) групе TLC, „Funky Divas“ (1992) групе En Vogue, као и албуми Бобија Брауна и Поле Абдул из тог периода.